# William Hunt (geestelijke)
William Hunt (1842 – 1931) was een Engelse geestelijke en historicus.

## Leven
William Hunt kreeg zijn opleiding aan de Harrow School en volgens aan Trinity College, Universiteit van Oxford. Hij was van 1867 tot 1882 dominee van Congresbury in Somerset, en trok vervolgens naar Londen om er als recensent en bijdrager aan de Dictionary of National Biography aan de slag te gaan. Hij was van 1905 tot 1909 voorzitter van de Royal Historical Society. Hij droeg ook bij aan de beroemde Encyclopædia Britannica Eleventh Edition (1911).

## Werken
- The Somerset Diocese, Bath and Wells (1885)
- The English Church in the Middle Ages (1888)
- The English Church, 597-1066 (1899)[1]
- Political History of England, X (1905-07)[2]
- The Irish Parliament (1907)[3]